# Navalacruz
Navalacruz – gmina w Hiszpanii, w prowincji Ávila, w Kastylii i León, o powierzchni 50,03 km². W 2011 roku gmina liczyła 279 mieszkańców.